# Kazuma Watanabe
Kazuma Watanabe (jap. 渡邉 千真 Watanabe Kazuma; ur. 10 sierpnia 1986 w Unzen) – japoński piłkarz występujący na pozycji napastnika, zawodnik Gamba Osaka. Były reprezentant kraju.

## Życiorys
Jego braćmi są byli piłkarze Daigo Watanabe i Mitsuki Watanabe. 

### Kariera klubowa
Od 2009 występował w klubach: Yokohama F. Marinos, F.C. Tokyo i Vissel Kobe.
13 sierpnia 2018 podpisał kontrakt z japońskim klubem Gamba Osaka, umowa do 31 stycznia 2020.

### Kariera reprezentacyjna
W reprezentacji Japonii zadebiutował 6 stycznia 2010 na stadionie Malab Ali Mohsen al-Muraisi (Sana, Jemen) podczas Pucharu Azji w Piłce Nożnej 2011 przeciwko reprezentacji Jemenu.

## Statystyki

### Reprezentacyjne
Stan na 1 stycznia 2020
| Reprezentacja Japonii | Reprezentacja Japonii | Reprezentacja Japonii |
| Rok                   | Mecze                 | Gole                  |
| --------------------- | --------------------- | --------------------- |
| 2010                  | 1                     | 0                     |
| Razem                 | 1                     | 0                     |

## Sukcesy

### Klubowe
F.C. Tokyo
- Zdobywca drugiego miejsca Superpucharu Japonii: 2012